# Lowari-Pass

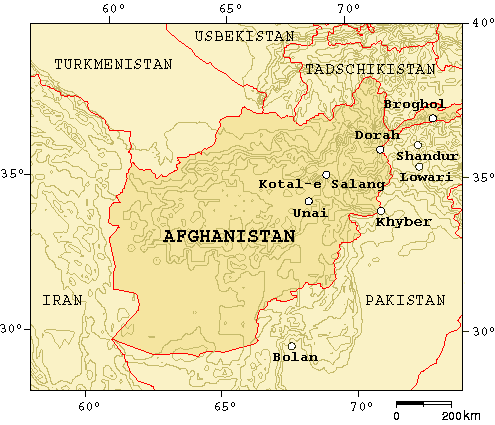
Bergpässe von Pakistan und Afghanistan

Der Lowari-Pass, auch Lowari Top genannt, hat eine Scheitelhöhe von 3.120 Meter und überwindet das Hinduraj-Gebirge zwischen den beiden Distrikten Chitral und Upper Dir in der pakistanischen Provinz Khyber Pakhtunkhwa. Seit der Eröffnung des Lowari-Tunnels hat der Lowari-Pass seine Bedeutung verloren und das Gebirge kann ganzjährig ohne Gefahr überwunden werden.

## Frühere Bedeutung
Das Hinduraj-Gebirge trennt den Distrikt Chitral vom Rest des Landes. Vor der Eröffnung des Tunnels war der Pass daher der einzige Zugang zum Tal. Der Pass war wegen des Schnees von November bis Mai für Fahrzeuge unpassierbar. Allerdings überquerten auch im Winter Personen diesen Pass und es kam dabei zu Todesfällen.

## Flugzeugunfälle
Am 12. Oktober 1954 kam es zu einem Unfall, als ein Flugzeug der Royal Pakistan Air Force in der Nähe des Passes zerschellte, in dem der Mehtar („König von Chitral“) saß und ebenso wie der Pilot getötet wurde.
Am 26. März 1965 verunglückte ein Verkehrsflugzeug des Typs Douglas DC-3/C-47A-1-DK der Pakistan International Airlines (AP-AAH) nahe dem Lowari-Pass. Von den 26 Insassen kamen 22 ums Leben, alle 4 Besatzungsmitglieder und 18 Passagiere.